# Mario Humberto Ruz
Mario Humberto Ruz Sosa (Hunucmá, 17 de marzo de 1952) es un antropólogo, filólogo, investigador y profesor universitario mexicano. 

## Trayectoria
Ruz Sosa estudió medicina en la Facultad de Medicina de la Universidad Nacional Autónoma de México (UNAM) a la par que estudió antropología en la Escuela Nacional de Antropología e Historia (ENAH). Más tarde cursó la maestría en antropología en la Universidad Iberoamericana y el doctorado en etnología en la Escuela de Estudios Superiores en Ciencias Sociales.
Es investigador de tiempo completo del Centro de Estudios Mayas del Instituto de Investigaciones Filológicas de la UNAM desde 1978.Es miembro de número de la Academia Mexicana de la Historia.

## Obra
- De monstruos y maravillas: portulanos fantásticos del mundo maya. México, Academia Mexicana de la Historia, 2020.
- Compases y texturas del tiempo entre los mayas: lo dicho, lo escrito y lo vivido, Valentina Vapnarsky, Aurore Monod y Mario Humberto Ruz (eds.). México, IIFL/UNAM, 2020.
- Herederos de Zipacná y Cabracán. Caza y pesca entre los mayas coloniales. México, IIFL, 2021.
- El ritmo de los días. Atisbos a la cotidianidad de los antiguos mayas. México, Estampa Artes Gráficas, 2022.